# おたくのビデオ
『おたくのビデオ』は、1991年にガイナックスが制作したOVA作品。全2話。各話50分。

## 概要
おたくが誕生した1980年代を舞台にそのライフスタイルを描く青春群像劇。第1話は「1982 おたくのビデオ」、第2話は「1985 続・おたくのビデオ」と題されており、後半はおたく文化が日本のトップ産業となる架空の未来が舞台となり、『宇宙戦艦ヤマト』に似た宇宙船でおたくたちが宇宙へ旅立って終わる。なお、このエンディングはもともとガイナックス制作の『ふしぎの海のナディア』でラストシーンとして考えられていたものの再利用である。
当時のガイナックスは、テレビアニメ『ふしぎの海のナディア』などで生じた赤字解消のためにOVAを数作制作していたが、『炎の転校生』『サーキットの狼II モデナの剣』など漫画原作ものばかりで当時唯一のオリジナル企画が本作であった。
企画のきっかけは1989年に宮﨑勤が逮捕された東京・埼玉連続幼女誘拐殺人事件の衝撃だった。この事件でおたくという言葉がメジャーになると同時に世間からのおたくバッシングが発生し、「自分はおたくではないが、あいつはおたくだ」とおたく内でもおたくバッシングが起こり、これらをテーマにアニメでおたくの実像を描こうとしたのが本作である。
自主映画のDAICON FILM、ゼネラルプロダクツをモデルにしたホビーショップなど、ガイナックスの自叙伝的な側面もある。「おたくの肖像」という随所に挿入された実写パートは、おたくの生態のフェイクドキュメンタリーで、撮影と演出は樋口真嗣が担当し、このパートの出演者はガイナックス関係者である。実写を挿入した意図は低予算で作ろうというもので、制作予算は50分ぶんをもらいながら、実写を挿入したおかげでアニメ制作費はその半分の予算で済み、実写部分についても出演者がガイナックス社員らでスタッフも仲間内ということで安上がりに仕上った。フェイクドキュメンタリーではあるが、彼らは本物のおたくであり、台詞はシナリオを元にしてアドリブを適当に交えている。佐藤裕紀のガレージキットおたくの部分のみはやらせなしのドキュメントとなっている。
アメリカでは、1992年に英語字幕版が正規リリースされた。アメリカの日本アニメファンが「OTAKU」という言葉を使い始めたのは本作がきっかけという説が存在し、アメリカのおたくのバイブル的な作品になっているとも言われる。1995年9月にアメリカのペンシルバニア州で開催されたコンベンション、OTAKONの公式パンフレットには本作のバニーガールのキャラクターが使われていた。
なお、当時の詳細な販売形態、その後に発売された他メディア商品については、#映像商品を参照。

## 登場人物
担当声優は「声の出演」を参照。
久保 健（くぼ けん）
テニス同好会に所属する大学生。普通の大学生だったが、偶然再会した田中の同人サークルに参加したことがきっかけで、おたく趣味に目覚める。
おたくになったことが原因で美子に振られてしまい、それをきっかけにおたくの道を極める決意を固め（自分を振った美子を見返すことも含め）、田中と共にガレージキット販売会社「グランプリ（G.P）」を設立し、おたく業界のトップにのし上がる。しかし、中国出張中に神田の陰謀によって社長職を解任されてしまい、吉祥寺店に左遷されてしまう。
その後、「G.P」を退職して再び田中と共にアニメ製作会社「ジャイアントX（G.X）」を設立し、おたく業界に返り咲く。そして、1999年には自身の夢だった「東京オタクランド」を造り、名実共におたくのトップ「オタキング」になる。しかし、同年に月で発生した核処理施設爆発事故の影響で東京一帯と千葉の一部が水没してしまい、「東京オタクランド」も水没してしまう。
2035年に田中と共に水没した「東京オタクランド」を訪れ、かつての仲間たちと共に第5世代型宇宙戦艦「ヱルトリウム」に乗って宇宙に旅立つ。
田中 スエオ（たなか スエオ）
久保の高校時代の友人。アニメおたくであり、同人サークルを主宰している。コスプレの際にはシャア・アズナブルに扮する。偶然再会した久保におたくの魅力を説き、久保をおたく趣味に目覚めさせる。
久保と共に設立した「G.P」で専務として久保を支えるが、神田に買収され、久保の社長職解任動議に賛同してしまう。久保の解任後は神田によって横領の濡れ衣を着せられ、解雇される。解雇後は久保と和解し、共に「G.X」を設立する。最後は久保たちと共に宇宙に旅立つ。
佐藤 由梨（さとう ゆり）
田中のサークル仲間。田中と同様にアニメおたく。久保に絵コンテの描き方を教える。
「G.P」の重役となるが、神田に買収され、久保の社長職解任動議に賛同する。
日野（ひの）
田中のサークル仲間。SFと特撮の権威。久保におたく知識を叩き込む。
「G.P」の宣伝担当になるが、神田に買収され、久保の社長職解任動議に賛同する。
飯山（いいやま）
田中のサークル仲間。ミリタリーおたくで、ゲームも好む。エアーガンのことは「ただ弾が出るだけ」と酷評している。
「G.P」の営業本部長となるが、神田に買収され、久保の社長職解任動議に賛同する。
三善（みよし）
田中のサークル仲間。プロレスとアイドルが専門。久保にコスプレの極意を教える。
「G.P」の重役になるが、神田に買収され、久保の社長職解任動議に賛同する。
鶴巻（つるまき）
田中のサークル仲間。夜型人間であり、昼間はずっと寝ている。通称「暗闇の魔術師」。
本田（ほんだ）
田中のサークル仲間。美少年と酒が好物。
福原 美鈴（ふくはら みすず）
「G.P」設立当初に入社した女性。山口から「ナウい」と言われるほどの美人。「G.P」ではキャラクターデザインを担当していた。
久保と田中を慕っており、2人を追い出した「G.P」に愛想を尽かし「G.X」に協力する。
上野 美子→神田 美子（うえの よしこ→かんだ よしこ）
久保と田中の高校時代の同級生。高校時代から久保と付き合っていたが、おたく趣味に目覚めた彼のことを気味悪がるようになり、大学4年の時に別れる。大学卒業後は神田と結婚する。
「G.P」を乗っ取るために久保を社長職から解任し、新社長の座に就く。1997年に「G.P」が経営破綻した際には、神田を見捨てて逃げ出している。
神田（かんだ）
「G.P」に融資している東西銀行の常務。「G.P」を乗っ取るために久保の仲間たちを買収して久保を社長職から解任し、妻の美子を新社長に据える。1997年に「G.P」が経営破綻した際に美子に見捨てられてしまい、「G.P」も「G.X」に吸収されてしまう。

## スタッフ
- 企画 - 丸山善夫、岡田斗司夫
- 原案 - ガイナックス
- 脚本 - 岡田斗司夫
- 監督 - もりたけし
- 演出 - 増尾昭一
- 絵コンテ - 樋口真嗣
- キャラクターデザイン - 園田健一
- 作画監督 - 本田雄（1982）、松原秀典（1985）
- 美術監督 - 長尾仁
- 撮影監督 - 佐野禎史
- 音響監督 - 藤山房伸
- 音楽 - 田中公平
- 制作協力 - スタジオファンタジア
- アニメーション制作 - ガイナックス

## 声の出演
- 久保健 - 辻谷耕史
- 田中スエオ - 桜井敏治
- 佐藤由梨 - 天野由梨
- 日野 - 中原茂
- 飯山 - 森川智之
- 三善 - 菊池正美
- 福原美鈴 - 小林優子
- 上野美子（神田美子） - 井上喜久子
- バンクマン神田、ナレーション - 大塚明夫
- 山口 - 飛田展男
- 北島 - 高木渉
- 吉田、小白龍 - 梅津秀行
- 井上 - 金丸淳一
- 村田 - 梁田清之
- 中丸陽子 - 久梨原れな
- 女の子 - 菊池貴子

## 実写パート「おたくの肖像」

### 登場人物（実写パート）
演じている人物は「出演」を参照。
玉谷 純一（たまや じゅんいち）
工作機械販売会社の営業マン。大学時代はアニメサークルやよろずサークルに入っていた。1963年生まれ。
後輩からは慕われているが、「親友」と呼べる友人はいない。
生田 雄大（いくた ゆうだい）
コンピュータープログラマー。大学時代はコスプレにはまっていたが、社会人となってからはその過去を封印している。1969年生まれ。
ハロルド 潮田（ハロルド しおた）
ビデオコレクター。日本各地の同好の友に頼んで地方で放送されるアニメやアニメCMの情報を集めている。ビデオを集めることが目的であり、鑑賞することはほとんどない。1961年生まれ。
間宮 健児（まみや けんじ）
女子高の英語教師。ミリタリーおたく。銃器は好きだが、戦争は嫌っている。1969年生まれ。
A（エー）
アシスタントレコーディングエンジニア。AVおたくであり、モザイクが消えて見えるゴーグルを自作している。1968年生まれ。
佐藤 宏（さとう ひろし）
漫画雑誌の編集者。ガレージキットおたく。1968年生まれ。
ショーン・フェルナンデス
アメリカ人宣教師。日本のアニメに憧れ、日本に住むようになる。好きなキャラクターは『うる星やつら』のラム。1964年生まれ。
赤堀 修（あかぼり おさむ）
料理専門学校の学生。エロゲおたく。現実の女性には興味がない。1972年生まれ。
村山 章（むらやま しょう）
無職。セル画泥棒。犯罪であることを認識しているが、止める気は全くない。
上坂 英彦（うえさか ひでひこ）
生粋のおたく。取材を拒否しており、スタッフが7週間かけて接触に成功するが、スタッフの取材を振り切ってアパートに逃げ込んでしまう。

### スタッフ（実写パート）
- 作・演出 - 神田善美
- カメラ - 樋口真嗣
- 技術 - 澤村武伺
- 音声 - 升田貴之
- 装飾 - 庵野秀明
- 演出補 - 多田誠

### 出演
- 玉谷純一 - 玉谷純
- 生田雄大 - 生田雄大
- ハロルド潮田 - 塩入一弥
- 間宮健児 - 宮川修一
- A - 升田貴之
- 佐藤宏 - 佐藤裕紀
- ショーン・フェルナンデス - クレイグ・ヨーク
- 赤堀修 - 赤萩修
- 村山章 - 村浜章司
- 上坂英彦 - 黒田英彦

## 主題歌
オープニング「戦え!おたキング」
作詞 - 神田善美 / 作曲 - 田中公平 / 編曲 - 藤原いくろう / 歌 - 辻谷耕史
エンディング「おたくの迷い道」
作詞 - 神田善美 / 作曲 - 田中公平 / 編曲 - 藤原いくろう / 歌 - 桜井敏治、井上喜久子

## 映像商品
ビデオソフト
VHSのみのリリース。後述する理由により、初期発売元は東芝映像ソフト、後期発売元はユーメックスからのリリースとなっている。
- 東芝映像ソフト版
第1話 1991年9月27日リリース　第2話　同年12月20日リリース。
第2話発売から12日後の1991年12月31日に東芝映像ソフトは解散。本作は同社最後のリリース作品となった。
- ユーメックス版
第1・2話　1992年8月5日同時リリース。
以降は全て第1・2話同時リリース。東芝映像ソフト解散後、同じ東芝系列であるユーメックスが再発売した。

レーザーディスクソフト
- 東芝映像ソフト版
ビデオソフトと同日リリース。第1話（TVLA-5011）第2話（TVLA-5012）。CLV片面収録。
- ユーメックス版
ビデオソフトと同日リリース。第1話（TYLY-1051）第2話（TYLY-1052）。CAV二面収録。

DVDソフト
『おたくのビデオ DVD Special Edition』2000年2月25日リリース 全1巻
東芝デジタルフロンティア（コンテンツ部門は現在のショウゲート）より1ディスクに全2話を収録し発売。DVD-ROMとのハイブリッド仕様で、特典としてポスターやパッケージアートの画像データとエンディング主題歌の3番4番が収録された。
Blu-rayソフト
『おたくのビデオ スペシャル・エディション Blu-ray』2014年12月26日リリース。全1巻
HD化されたニューマスターを使用。発売元は既に東芝が映像コンテンツ事業から撤退していた事もあり、TCエンタテインメントになった。
このほか、新規録りおろしによるオーディオコメンタリーを2バージョン収録。声のコメンテイターは下記の通り。
1. 井上喜久子（上野美子 役）、村濱章司（「おたくの肖像」村山 役。現・LMD株式会社 代表取締役）
2. 山賀博之（現・株式会社ガイナックス代表取締役社長）、佐藤裕紀（「おたくの肖像」佐藤 役。現・ガイナックス取締役）

## 音楽CD
- 『おたくのビデオ オリジナル・サウンド・トラック』（東芝EMI、1991年） TYCY-5180